# Портюг (присілок)
Портюг (рос. Портюг) — присілок в Межевському районі Костромської області Російської Федерації.
Населення становить 12 осіб. Належить до муніципального утворення Нікольське сільське поселення.

## Історія
Від 1944 року населений пункт належить до Костромської області.
Від 2007 року входить до складу муніципального утворенняНікольське сільське поселення.

## Населення
| 2008 | 2010 | 2014 |
| ---- | ---- | ---- |
| 12   | ↘10  | ↗12  |